# Severino Minelli
Severino ("Seve") Minelli (Küsnacht, 6 september 1909 – 23 september 1994
) was een Zwitsers voetballer, die gedurende zijn carrière speelde als verdediger voor Servette FC en Grasshoppers.
Minelli werd later trainer, onder meer van de nationale ploeg, en kwam in totaal tachtig keer uit voor het Zwitsers nationaal elftal. Hij maakte deel uit van de selecties voor het WK voetbal 1934 en 1938.

## Erelijst
Grasshoppers
- Zwitsers landskampioen

1931, 1937, 1939, 1942, 1943
- Zwitsers bekerwinnaar

1932, 1934, 1937, 1938, 1940, 1941, 1942, 1943